# Edeta (motocicleta)

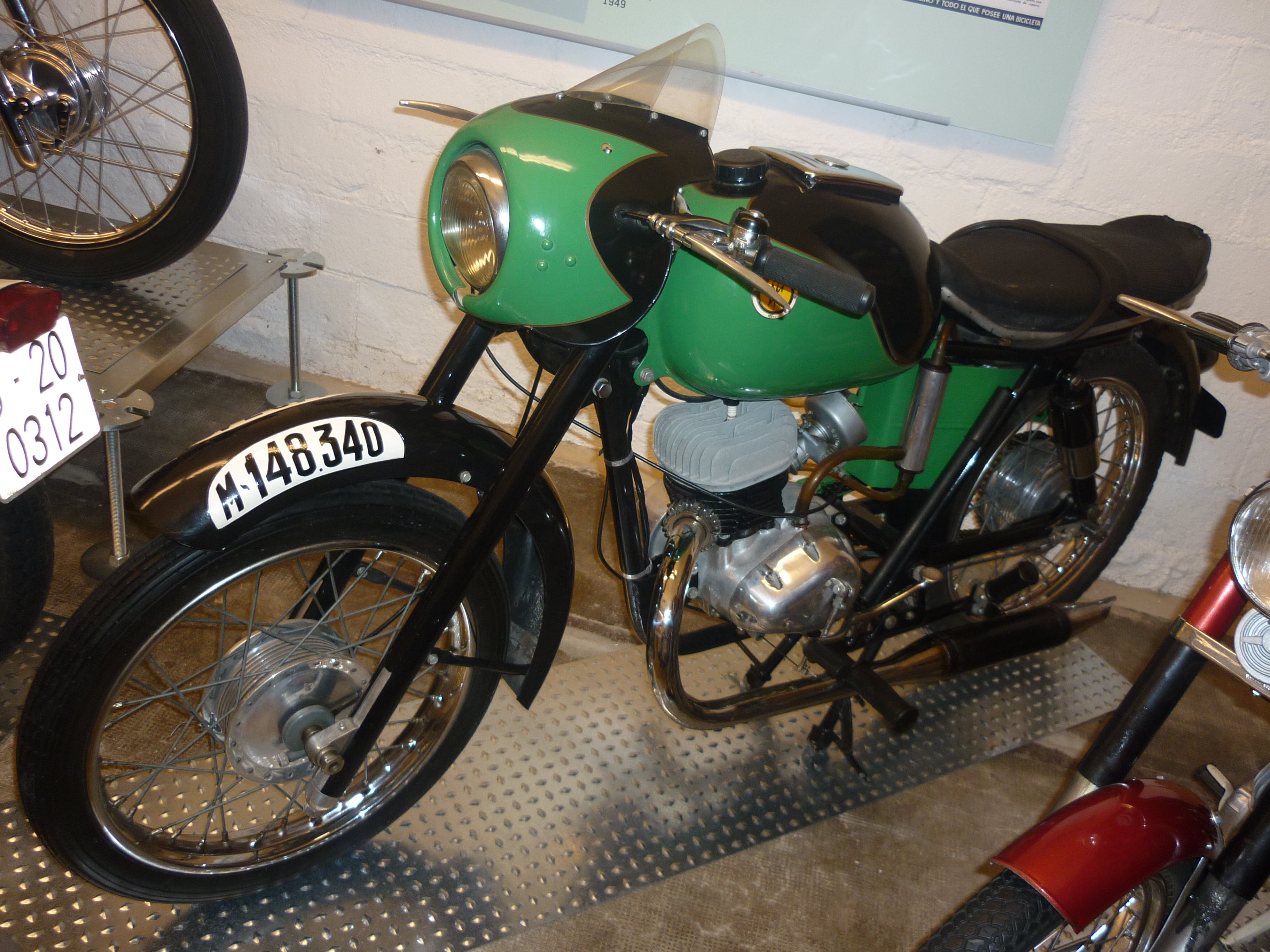
Edeta Sport 125cc de 1956

Edeta fou una marca catalana de motocicletes, fabricades entre 1955 i 1961 a Ripollet, Vallès Occidental.
Edeta fou la continuació de l'antiga marca Semior, que es fabricà a Barcelona entre 1952 i 1954. Se'n feu primer una versió de 175 cc, igual que la Semior però havent-ne canviat el cardan de la transmissió secundària per una cadena clàssica. Més tard es produïren models esportius, primer amb motor Gnome Rhône (fabricat sota llicència per la firma barcelonina Altosen) i després Hispano Villiers.

## Semior (1952 - 1954)
La inicial Semior era una motocicleta força original, creada per un antic fabricant de sidecars i tricicles a motor. Tenia amortidors externs de fricció seca (tipus "tisora") i transmissió secundària per arbre cardànic.